# Idsjön, Dalarna
Idsjön är en sjö i Vansbro kommun i Dalarna och ingår i Dalälvens huvudavrinningsområde. Sjön har en area på 0,603 kvadratkilometer och ligger 275 meter över havet.

## Delavrinningsområde
Idsjön ingår i det delavrinningsområde (671396-140628) som SMHI kallar för Utloppet av Djupsjön. Medelhöjden är 287 meter över havet och ytan är 13,12 kvadratkilometer. Räknas de 5 avrinningsområdena uppströms in blir den ackumulerade arean 64,77 kvadratkilometer. Gruckån som avvattnar avrinningsområdet har biflödesordning 3, vilket innebär att vattnet flödar genom totalt 3 vattendrag innan det når havet efter 333 kilometer. Avrinningsområdet består mestadels av skog (62 procent) och sankmarker (13 procent). Avrinningsområdet har 2,53 kvadratkilometer vattenytor vilket ger det en sjöprocent på 19,2 procent.